# Rudolf Brandt
Rudolf Brandt (Francoforte sull'Oder, 2 giugno 1909 – Landsberg am Lech, 2 giugno 1948) è stato un avvocato, militare e criminale di guerra tedesco, assistente personale di Heinrich Himmler (Persoenlicher Referent von Reichsfuhrer SS Himmler).

## Biografia
Brandt esercitava il mestiere di commerciante quando si iscrisse al partito nazista nel 1932: l'anno dopo entrò a far parte delle SS dove, grazie all'amicizia con Himmler, raggiunse velocemente l'alto grado di colonnello divenendo, nel dicembre del 1933 membro dello stato maggiore delle SS. Laureatosi in giurisprudenza nel 1934, due anni dopo ricoprì e tenne sino alla fine della seconda guerra mondiale la carica di consigliere personale di Himmler.
Nel 1943 gli fu assegnato il compito di ufficiale di collegamento presso il Ministero dell'interno e in tale veste esercitò la funzione di mediatore amministrativo e procuratore, selezionando per i medici le cavie umane necessarie, di quanto occorresse per la realizzazione dei progetti di sperimentazione medica su esseri umani condotta nei campi di sterminio. Riportato da più fonti è l'episodio, significativo dell'operato di Brandt nei lager, relativo alla progettazione dell'uccisione di 86 deportati ebrei allo scopo d'incrementare la collezione di scheletri dell'istituto di anatomia delle SS diretto da August Hirt.
Sino agli ultimi giorni del Terzo Reich, Brandt rimase fedele compagno di Himmler che confidandosi con Walter Schellenberg, il 13 aprile 1945, gli diceva che ormai era l'unico, insieme a Brandt, verso cui avesse ancora piena fiducia.. Brandt, infatti, fu a fianco di Himmler sia negli ultimi negoziati sulla resa della Germania, condotti da questi con il conte svedese Folke Bernadotte e che ebbero il principale risultato negli autobus bianchi, verso la fine di aprile del 1945, sia nella fuga verso la Baviera il 10 maggio dello stesso anno; fuga interrotta dalla cattura a Bremervörde nella Bassa Sassonia alla fine di maggio.
Sottoposto al tribunale del "processo ai dottori" fu accusato di essere stato membro dell'organizzazione criminale delle SS, di aver commesso crimini di guerra e contro l'umanità nella sua attività di amministratore e coordinatore di esperimenti medici nei campi di concentramento. Nonostante la testimonianza a suo favore di Felix Kersten (massaggiatore di Himmler che salvò migliaia di ebrei e perseguitati, partecipando anche alle negoziazioni con Bernadotte), fu condannato per tutti i capi di accusa; Kersten, per fornirgli un'attenuante, presentò in particolare una dichiarazione giurata al tribunale di Norimberga secondo cui Brandt, oltre ad aver partecipato di persona alla firma dell'accordo Himmler-Kersten che aveva portato all'accordo con la Croce Rossa svedese, avesse contribuito negli anni a redigere liste da fare firmare a Himmler contenenti persone da mettere in salvo, descrivendolo inoltre come un semplice burocrate e un mero segretario personale. In cambiò lui convalidò la posizione di Kersten, peraltro nota da numerosi documenti. Brandt fu comunque giudicato colpevole, e fu impiccato nella prigione di Landsberg il 2 giugno 1948.